# Carine Roitfeld
Carine Roitfeld (pronunciación en francés: /ka.ʁin ʁwat.fɛld/ 19 de septiembre de 1954) es una antigua redactora jefe de Vogue Paris, puesto que ocupó desde 2001 hasta el 31 de enero de 2011. Ha sido modelo de moda y escritora. Anunció su dimisión el 17 de diciembre de 2010 y fue sucedida por Emmanuelle Alt.
En 2012, se convirtió en fundadora y redactora jefe de la revista CR Fashion Book.

## Entorno familiar
Su padre, Jacques Roitfeld (1889–1999, Яков Ройтфельд) emigrante ruso, fue productor de cine antes de mudarse a París y conocer a su madre. Carine Roitfeld describe a su madre como una "francesa muy clásica"; su padre era su "ídolo", añadiendo que "él siempre estaba fuera, filmando, en Cannes"; y su educación en el Distrito 16.º de París como "muy burgués. No estoy diciendo que viviésemos entre diamantes, pero si muy, muy acomodados".

## Primeros años
Roitfeld nació en Paris, Francia. Roitfeld y su compañero Christian Restoin han estado juntos durante tres décadas, y no están casados. Restoin fue el creador de la línea de ropa Equipment, la cual cerró en 2001 después de que Roitfeld aceptó la editorial de Vogue. La pareja tuvo dos hijos, Julia Restoin Roitfeld que nació el 12 de noviembre de 1980 y Vladimir Restoin Roitfeld nacido en diciembre de 1984. Ambos nacieron en París.
Julia se graduó de Parsons School of Design en New York City en mayo de 2006 y se convirtió en la cara de la franquicia Black Orchid de Tom Ford en noviembre de 2006.
Vladimir se graduó en la Escuela de Artes Cinemáticas de la University of Southern California en 2007.

## Carrera
A los 18 años, Roitfeld empezó con su carrera de modelo, habiendo sido descubierta en una calle en París por el asistente de un fotógrafo británico. "No era una estrella", dice. "Era contratada para revistas juveniles". Se convirtió en escritora y luego en estilista para la revista francesa Elle. Mientras trabajaba como estilista freelance, su hija Julia, formó parte de una sesión de fotos infantil para la italiana Vogue Bambini en 1990, fotografiada por Mario Testino.
En una entrevista de 2005 con la revista 032c, Roitfeld comentó, "No era la mejora estilista cuando trabajé durante quince años para la francesa Elle, pero cuando conocí a Mario Testino algo sucedió. La persona correcta para mí en el tiempo correcto". Roitfeld y Testino comenzaron a trabajar como equipo, haciendo trabajo de publicidad y editorial para Vogue francesa y americana.
Roitfeld trabajó como asesora y musa para Tom Ford en Gucci y Yves Saint-Laurent durante seis años y además contribuyó a las imágenes de Missoni, Versace, y Calvin Klein.
Se le acercó el presidente internacional de Condé Nast Jonathan Newhouse para que editase Vogue Paris en 2001. En abril de 2006, hubo rumores de que se Hearst Corporation solicitó a Roitfeld que tomase la posición de redactora jefe de Glenda Bailey en la estadounidense Harper's Bazaar.
En enero de 2010, fue nombrada en la revista Tatler en el top 10 de la lista de las mejor vestidas. Ella fue nombrada como una de los cincuenta personas mejor vestidas - mayores de 50 años por The Guardian en marzo de 2013.
El 17 de diciembre de 2010 Roitfeld dimitió después de diez años en Vogue París para concentrarse en sus proyectos personales. Abandonó la revista a finales de enero de 2011. Fue sucedida en Vogue París el 1 de febrero de 2011 por Emmanuelle Alt, quien había trabajado como directora de moda.
Roitfeld regresó al estilismo freelance, trabajando en las campañas Otoño 2011 y Primavera 2012 de Chanel, tomó parte en proyectos tales como diseñando escaparates para Barneys New York y recopiló el libro en gran formato Irreverent, publicado por Rizzoli en 2011.
Se unió a Harper's Bazaar como directora global de moda en 2012.
El documental de 2013 Mademoiselle C recoge el lanzamiento de la revista de Roitfeld CR.